# Juan Jesús Gutiérrez Robles
Juan Jesús Gutiérrez Robles, conegut futbolísticament com a Juanito (nascut el 17 de febrer del 1980 a Màlaga), és un exfutbolista andalús.

## Trajectòria esportiva
Va començar a jugar a les categories inferiors del Málaga Club de Fútbol, arribant al primer equip el 2002. Va debutar a Primera divisió l'1 de setembre del mateix any, a un derbi andalús entre el Recreativo de Huelva i el Málaga CF, amb el resultat favorable als malaguenys de 2 a 3.
A la temporada 2005-06 va fitxar pel Deportivo Alavés, encara que amb el descens a Segona divisió va deixar el club per anar a la Reial Societat, on també va baixar a Segona.
El 21 de juliol de 2007 va fitxar per la UD Almería i el 2009 tornà al seu equip d'origen, el Màlaga CF.